# C/2014 W8 (PANSTARRS)
C/2014 W8 (PANSTARRS) — одна з параболічних комет. Ця комета була відкрита 22 листопада 2014 року; вона мала 21.5m на час відкриття.